# Scybalophagus rugosus
Scybalophagus rugosus är en skalbaggsart som beskrevs av Blanchard 1846. Scybalophagus rugosus ingår i släktet Scybalophagus och familjen bladhorningar. Inga underarter finns listade i Catalogue of Life.